# Sargus pallidiventris
Sargus pallidiventris är en tvåvingeart som först beskrevs av Enrico Adelelmo Brunetti 1926.  Sargus pallidiventris ingår i släktet Sargus och familjen vapenflugor.
Artens utbredningsområde är Kongo. Inga underarter finns listade i Catalogue of Life.